# Panorpa typicoides
Panorpa typicoides är en näbbsländeart som beskrevs av Cheng 1950. Panorpa typicoides ingår i släktet Panorpa och familjen skorpionsländor. Inga underarter finns listade i Catalogue of Life.